# Mario Melis (politico)
Mario Melis (Tortolì, 10 giugno 1921 – Nuoro, 1º novembre 2003) è stato un politico italiano.

## Biografia
Sulle orme del fratello Giovanni Battista (detto Titino), militò fin da giovanissimo nel Partito Sardo d'Azione (PSd'Az). Quando Mario era ancora un bambino, il fratello fu arrestato a Milano insieme a Lelio Basso, Ugo La Malfa ed altri antifascisti nelle retate disposte dopo l'attentato del 12 aprile 1928 in zona Fiera.
È stato sindaco di Oliena (NU), e successivamente consigliere e assessore provinciale di Nuoro.
Eletto consigliere regionale nella VI, VIII e IX legislatura, è stato assessore regionale degli enti locali, personale e affari generali (gennaio-novembre 1973) e della difesa dell'ambiente (1980-1982), e successivamente presidente della Regione Sardegna nel 1982 e di nuovo dal 1984 al 1989. Ha ottenuto due voti alle elezioni del Presidente della Repubblica del 1985 e del 1992.
Senatore nella VII legislatura e deputato nella IX, è divenuto europarlamentare dal 1989 al 1994.
Fece attività politica fino agli ultimi anni, difendendo in particolare il posizionamento del sardismo nell'area di sinistra durante le elezioni regionali del 1999, in cui tanto il candidato presidente di centro-sinistra quanto il candidato presidente di centro-destra furono sostenuti da esponenti sardisti.